# Riserva Naturale Bosco di Tanali
Il Bosco di Tanali è una Riserva Naturale ai sensi della legge regionale 30 del  19 marzo 2015 (Norme per la conservazione e la valorizzazione del patrimonio naturalistico-ambientale regionale). L'area di Bosco Tanali è protetta dal 1995, è stata la prima area naturale protetta di interesse locale (ANPIL) istituita dalla Regione Toscana.  Tutta la zona è stata proposta come zona umida di importanza internazionale ai sensi della Convenzione di Ramsar dalla regione Toscana nell'ambito dell'iniziativa MedWet.
L'ente gestore è il Comune di Bientina, con l'ausilio di un Comitato di Gestione (con rappresentanti di Comune, Associazioni ambientaliste, Provincia, Università di Pisa, Provveditorato agli studi) e di una commissione consultiva (rappresentanti di associazioni agricole, venatorie e ambientaliste). L'amministrazione ha stipulato una convenzione con Legambiente Valdera per la gestione della didattica ambientale e per il monitoraggio dello stato dell'ambiente.

## Flora
L'area protetta racchiude vari habitat umidi, che hanno visto un sensibile incremento grazie alle attività di restauro ambientale: un bosco igrofilo di notevole valore naturalistico, canali, aree allagate, prati umidi, cariceti, canneti.  Nell'area è presente flora specifica dei suoli inondati e degli ambienti a cariceto. Per alcune specie il Bosco Tanali costituisce ormai l'unica stazione del bacino del Bientina. L'area di Bosco Tanali è rappresentativa della maggior parte degli habitat e delle specie delle aree palustri d'acqua dolce toscane. L'intero bacino del Bientina è un'area segnalata dagli studi della Società Botanica Italiana come area di interesse botanico e vegetazionale.
Sono presenti nell'Area Protetta e nelle adiacenze almeno quattro habitat, di cui uno prioritario, tutelati dalla direttiva 92/43/CEE e inseriti nell'allegato A del decreto del Ministero dell'ambiente 20 gennaio 1999, allegato relativo ai tipi di habitat di interesse comunitario la cui conservazione richiede la designazione di aree speciali di conservazione, e precisamente:

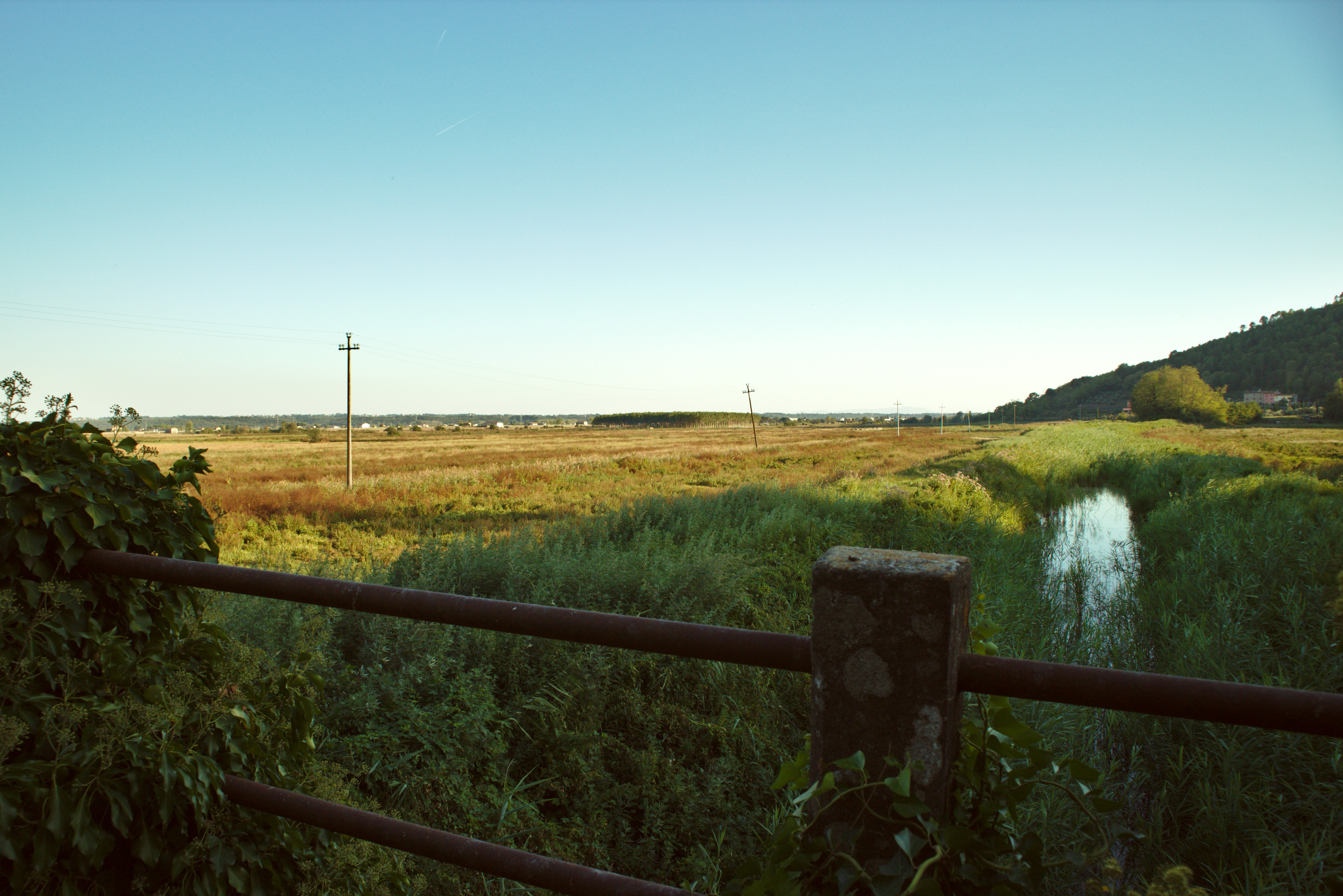
La prateria umida

- Hydrocharition (cod. 3150, habitat d'acqua dolce relativo a laghi eutrofici naturali);
- Praterie umide semi-naturali ad alte erbe palustri (cod. 6410, habitat di formazioni erbose su terreni torbosi o argilloso-limosi);
- Foreste alluvionali residue di ontano nero (cod. 91E0), classificato habitat prioritario ai sensi della suddetta direttiva;
- Foreste miste di querce, olmi e frassini al bordo di grandi fiumi o di laghi (cod. 91F0).

## Fauna
L'alveo dell'ex-lago di Bientina ospita diverse specie di uccelli legati alle zone umide: varie specie di aironi, beccaccini, pavoncelle, falchi di palude, silvidi ecc.. Alcune specie hanno visto un incremento in seguito all'istituzione di aree protette, di cui Bosco Tanali è la più significativa. L'area è posta lungo la rotta migratoria che interessa il Parco naturale di Migliarino, San Rossore, Massaciuccoli, il Lago di Sibolla, il Padule di Fucecchio, gli stagni della Piana Fiorentina.

## Punti d'interesse
L'area protetta di Bosco Tanali è contigua all'importante area archeologica dell'ex lago di Bientina sita in località Fossa Nera. L'area archeologica rappresenta un sito unico (la sua tutela è all'attenzione dell'UNESCO) per la presenza dei resti di oltre 100 fattorie di epoca romana di recente scoperta. L'area costituisce un raro esempio di paesaggio antico che ha visto una presenza continua di insediamenti paleolitici, protovillanoviani, etruschi e romani la cui valorizzazione è ancora tutta da realizzare.